# St. Josef der Arbeiter (Schwarza)

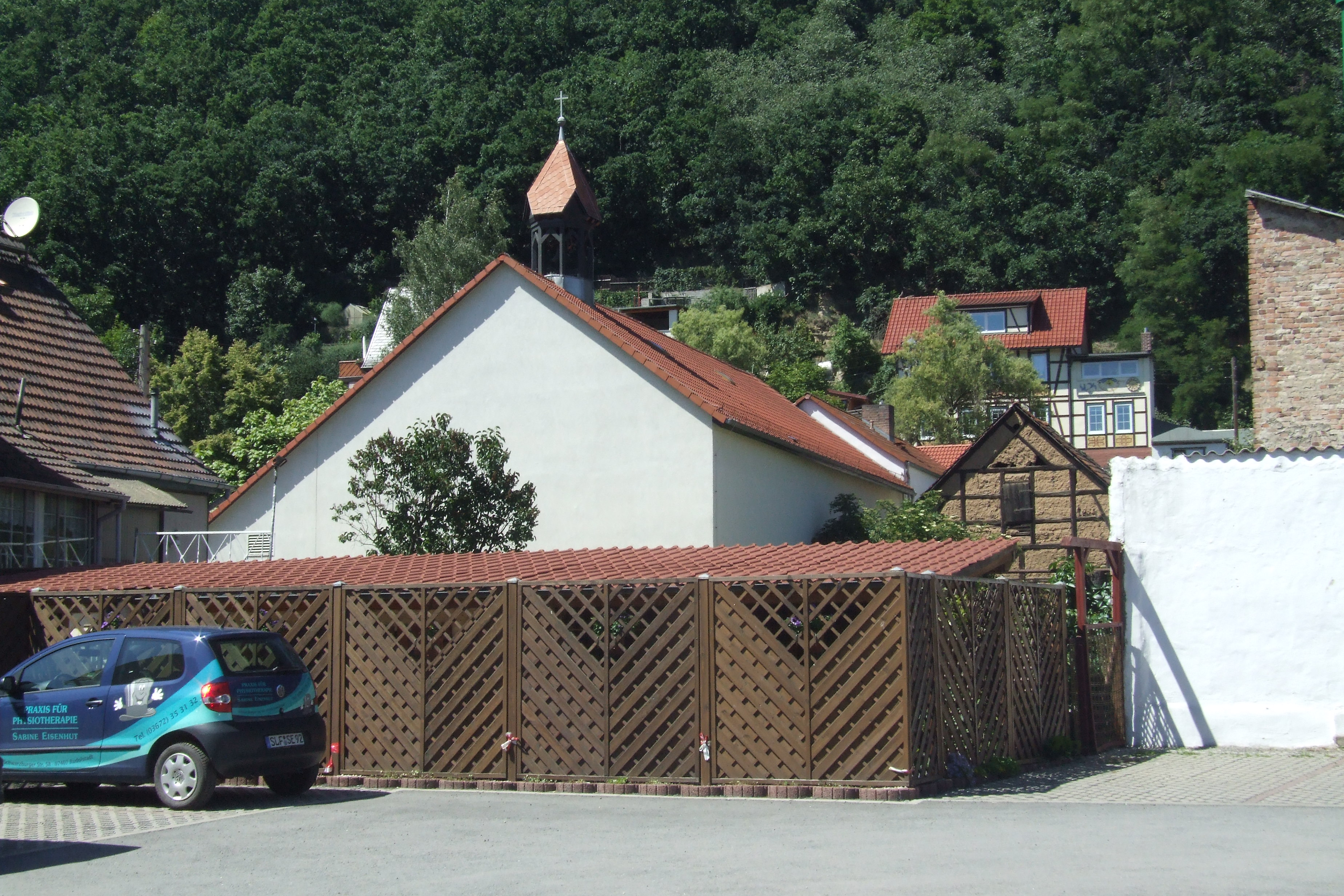
Die katholische Filialkirche St. Josef der Arbeiter in Schwarza

Die römisch-katholische Filialkirche St. Josef der Arbeiter steht in Schwarza im thüringischen Landkreis Saalfeld-Rudolstadt. Sie ist Filialkirche der Pfarrei Corpus Christi Saalfeld/Saale im Dekanat Weimar des Bistums Erfurt. Sie trägt das Patrozinium des heiligen Josefs des Arbeiters.

## Geschichte
Das Grundstück wurde 1962 von der Gemeinde erworben und die darauf befindliche Scheune von 1964 bis 1966 von Gemeindemitgliedern in freiwilliger und unentgeltlicher Arbeit zur Kirche umgebaut. Durch Weihbischof Hugo Aufderbeck wurde die Kirche am 28. August 1966 geweiht.
Der Altar besteht aus zwei Granitblöcken, die ursprünglich für ein Siegesdenkmal für den Zweiten Weltkrieg bei Fürstenberg gedacht waren. Als Reliquie befindet sich in ihm ein Stück des Gewandes von Don Bosco.
Inzwischen wurde die Kirche mehrfach renoviert und umgebaut.

## Orgel
Die Orgel mit sechs Registern, verteilt auf ein Manual und Pedal, wurde vom Orgelbaumeister Friedrich Löbling aus Erfurt erbaut. Die Disposition lautet wie folgt:
| I Manual C–g3 |    |
| Holzgedackt   | 8′ |
| Principal     | 4′ |
| Metallgedackt | 4′ |
| Schwiegel     | 2′ |
| Mixtur        |    |

| Pedal C–f1 |     |
| Quintade   | 16′ |

- Koppeln: I/P